# De Tofu's
De Tofu's is een Frans-Canadees satirische tekenfilmserie die gaat over een familie die ecologisch leeft en woont. Zo hebben ze geen aansluiting op het stroomnetwerk en het riool, verbouwen ze al hun eten zelf en wekken ze hun elektriciteit op met een kleine windmolen. Ook maken ze doorgaans kleren van schapenwol. Ze hebben drie dieren: een haan, een schaap en een geit.
Het gezin bestaat uit twee kinderen, een vader, een moeder en de oma van de kinderen. Ze wonen in een normale straat waarin hun huis volledig gebouwd is van hout en ze hun eigen moestuin hebben terwijl de rest van de straat bestaat uit gewone rijtjeshuizen. De twee kinderen houden van hamburgers, terwijl bijvoorbeeld hun ouders en de oma er een hekel aan hebben.

## Personages
- Chichi Tofu - Zoon van de familie Tofu. Hij houdt van elektronische gadgets en videogames. Verder doet hij aan skateboarden en basketbal. - Nederlandse stem: Pim Wessels
- Lola Tofu - De (tiener)dochter van de familie Tofu. Zij heeft enerzijds een hechte band met haar broer. Zij is gek op mode en kleding. Verder schaamt ze zich, net als Chichi, regelmatig over de ecologische levensstijl van haar ouders. Ze heeft een oogje op de buurjongen: Billy Hubbub. - Nederlandse stem: Kirsten Fennis
- Mam - De moeder van Chichi en Lola. Zij is spiritueel en doet aan zen. Daarnaast gelooft ze in natuurgodsdiensten en mediteert ze met groenten. Ze is daarnaast ook gewoon de huisvrouw (in ecologische variant). Ze is tegen het gebruik van producten die het milieu vervuilen, maar met name tegen ongezond fastfood en groenten en fruit waarbij chemicaliën bij de teelt worden gebruikt. - Nederlandse stem: Niki Romijn
- Pap - De vader des huizes. Hij is een manusje-van-alles. Hij verzorgt het onderhoud van de windmolen en het leidingennetwerk. Ook blijkt dat hij graag in de natuur actief is en veel tuiniert. Hij verdient de kost door te werken in een bouwmarkt met tuinwinkel. Daarnaast is hij (amateur)uitvinder: hij vervaardigt allerlei machines waarin milieuvriendelijk materiaal in is verwerkt (of op een ecologische brandstof werken), maar die ook niet allemaal naar behoren functioneren. Daarnaast speelt hij gitaar. - Nederlandse stem: Fred Meijer
- Bubba - De oma van Chichi en Lola Tofu. Zij is opgegroeid in een ecologische/agrarische familie en ze werkte als biologisch agrariër. Nu woont ze in Beauvillage met het gezin. Werken met de natuur doet ze met hart en ziel. Bubba verzorgt de moestuin en zorgt voor haar boerderijdieren: Suzy, Curly en Cracker. - Nederlandse Stem: Lucie de Lange
- Beth Hubbub - Beth is de buurvrouw van de familie Tofu en lid van de familie Hubbub, die precies de omgekeerde levensstijl heeft en waarmee de Tofus het vrijwel elke dag mee aan de stok hebben. Beth exploiteert een populair fastfoodrestaurant in de stad. Hierdoor heeft ze geregeld conflicten met de Tofu's, onder meer vanwege het gebruik van genetisch gemanipuleerde groenten. Daarnaast is ze de huisvrouw bij de familie Hubbub. - Nederlandse stem: Marjolein Algera
- Titus Hubbub - De buurman van de familie Tofu en de echtgenoot van Beth. Waarschijnlijk heeft hij de broek aan binnen de familie Hubbub. Hij is eigenaar van een winkel die is gespecialiseerd in alarmsystemen. Hij demonstreert zijn alarmen regelmatig in de achtertuin en ook dit leidt tot ruzie met de familie Tofu (wegens geluidsoverlast). Hij is chagrijnig, knorrig en nors, en doet er alles aan om de familie Tofu uit het dorp te zetten. - Nederlandse stem: Finn Poncin
- Billy Hubbub - De zoon van Titus en Beth. Hij heeft het meeste (vriendelijke) contact met de buren. Maar Beth en Titus proberen zijn contact met de Tofus zo veel mogelijk te vermijden. Ook verbiedt zijn vader vaak Lola om met Billy om te gaan. Billy is duidelijk een gematigde versie van de Hubbub's: hij respecteert de ecologische levensstijl van de Tofu's en keert zich vaak tegen de maatregelen die zijn vader neemt tegen de familie Tofu. - Nederlandse stem: Jeffrey Van Den Dungen-Bille
- Phil - De buurjongen die aan de andere kant van de familie Tofu woont. Hij is Chichi's beste vriend en respecteert over het algemeen de levensstijl van de Tofu, maar erkent wel dat hun levensstijl zwaar leven is voor Chichi en Lola. - Nederlandse stem: Jimmy Lange
- Lily - De beste vriendin van Lola. Ze woont niet ver van de Tofu's. Ze heeft een duidelijke mening en komt regelmatig voor haar vriendin op. Zij respecteert echter de ecologische leefwijze van de familie Tofu vaak niet. En Lilly heeft in de serie een enkele keer ruzie met Lola. - Nederlandse stem: Edna Kalb
- April - Een klasgenoot van Chichi die dicht bij het huis van de Tofu's woont. Waarschijnlijk heeft ze geen vriendinnen. Ze heeft een zeer hechte band met de familie Tofu en is erg vaak bij hen op bezoek. Ook past de familie Tofu vaak op April, omdat haar ouders het altijd heel druk hebben als medisch specialisten bij de spoedeisende hulp. Ze heeft een oogje op Chichi. - Nederlandse stem: Nicoline van Doorn
- Cherry - Cherry is de populairste meid van school. Ze is een rijk en verwaand. Cherry is de aartsvijand van Lola. Ze pest Lola om de leefwijze van haar familie. - Nederlandse stem: Shanna Chatterjee
- Nick - Een pestkop van school. Hij pest met zijn vrienden Chichi (en soms Phil).
- Bea - Een spiritueel en zenmeester. Ze gaat veel om met mam.
- Ralf - Een vriend van pap. Ook is hij collega van hem. Ralf is ook een natuurmens en geeft de voorkeur aan  de ecologische levensstijl die het milieu niet schaadt. Hij zat vroeger met pap in een band.
- Wirckelott - De baas van pap en Ralf. Hij is een chagrijnig en commercieel iemand (vergelijkbaar met Titus Hubbub). Hij dreigt regelmatig pap te ontslaan, omdat hij altijd de negatieve, milieuverontreinigende, giftige bijwerkingen van het assortiment vermeldt. Bij hem draait alles om de winst, en hij voelt dan ook niets voor "goed zorgen voor het milieu" (bijvoorbeeld gezien de hoge kostprijs).
- Suzie, Curly en Cracker - De boerderijdieren van Bubba. Suzie is een geit. Ze is dol op eten en nuttigt naast voedsel ook haar en elektriciteitskabels. Curly is een schaap. Hij eet soms ook de "genetisch gemanipuleerde" groenten die groeien in de tuin van de Hubbub's. Cracker is een haan.